# Сунчитуйок
Культура Сунчитуйок существовала в период 700—900 гг. н. э. на центральной равнине аргентинской провинции Сантьяго-дель-Эстеро. Занималась охотой, собирательством, рыбной ловлей и сельским хозяйством.
Изготавливала керамические урны. Во время верхнего формационного периода керамика имела красноватый и желтоватый оттенок, была очень тщательно отшлифованной практически до блеска.
Рисунки изображали птиц с человеческим обликом, кондоров, орлов, попугаев с острым клювом и гадюк.

## Культура Лас-Мерседес
(Подкультура культуры Сунчитуйок) создавала керамику чёрного и серого цвета во время нижнего формационного периода. Ассоциируется также с другой керамикой — полихромной, с рисунками чёрного и серого цвета с белым контуром.